# Карл Еєріх
Карл Еєріх (нім. Karl Eyerich; 5 лютого 1886, Вюрцбург — 17 липня 1971, Вюрцбург) — німецький військовий медик, контрадмірал медичної служби крігсмаріне.

## Біографія
В 1904 році вступив однорічним добровольцем в Прусську армію. Потім вивчав медицину у Вюрцбурзькому університеті. В 1911 році вступив на флот, служив у військово-морському шпиталі в Кілі. З 1912 року служив в Східно-Азійській ескадрі, в основному на броненосці «Шарнгорст», а також на канонерці «Люкс» і малому крейсері «Лейпциг». З січня 1914 року служив на військово-морській станції «Остзе». З 1 квітня 1914 року — на малому крейсері «Кенігсберг». Після загибелі крейсера в липні-грудні 1915 року служив у польовому шпиталі Ной-Штітена. З грудня 1915 по 8 серпня 1916 року — батальйонний лікар в Дар-ес-Саламі, після чого був начальником польового шпиталю. 21 серпня 1917 року взятий в полон британськими військами.
5 лютого 1919 року звільнений і переданий в розпорядження військово-морської станції «Нордзе» для особливих доручень. Протягом трьох років працював в Кілі, з 1 квітня 1922 по 31 березня 1924 року — в дерматологічній клініці Фрайбурзького університету. З квітня 1924 року  очолював військово-морський шпиталь в Кілі, з березня 1926 року — в Фленсбурзі-Мюрвіку, де також відповідав за військово-морське училище, а також училища торпед і зв'язку. В 1931 року протягом 6 місяців був санітарним начальником інспекції підготовки та інспекції торпед і мін, після чого був старшим санітарним офіцером військово-морської станції «Остзе».
З 1 листопада 1938 року служив в ОКМ. До лютого 1944 року він З 25 травня 1941 року — начальник військово-морського шпиталю в Берген-оп-Зом, з лютого 1944 року — в Марселі. 26 серпня 1944 року взятий в полон. В 1945 році звільнений.

## Нагороди
- Медаль принца-регента Луїтпольда в бронзі (12 квітня 1913)
- Залізний хрест
  - 2-го класу (27 вересня 1915)
  - 1-го класу (23 червня 1919)
- Орден «За військові заслуги» (Баварія) 4-го класу з мечами
- Колоніальний знак (11 травня 1922)
- Почесний хрест ветерана війни з мечами
- Медаль «За вислугу років у Вермахті» 4-го, 3-го, 2-го і 1-го класу (25 років; 2 жовтня 1936) — отримав 4 нагороди одночасно.
- Почесний знак Німецького Червоного Хреста 1-го класу (6 жовтня 1937)
- Хрест Воєнних заслуг
  - 2-го класу з мечами (30 січня 1941)
  - 1-го класу з мечами (30 січня 1943)